# Zeng Rongsheng
Zeng Rongsheng (en chino: 曾融生; Fuqing, República de China, 16 de agosto de 1924-Pekín, República Popular China, 22 de octubre de 2019) fue un geofísico e investigador en terremotos chino que contribuyó a crear los programas de geofísica de la Universidad de Geociencias de China en Pekín, la Universidad de Pekín y la Universidad de Ciencia y Tecnología de China. Investigó la estructura de la corteza terrestre en muchas partes de China y su relación con los terremotos. Es considerado uno de los fundadores del campo de la geofísica de tierra sólida en su país, y fue elegido académico de la Academia China de las Ciencias en 1980.

## Vida y carrera
Zeng nació el 16 de agosto de 1924 en Fuqing, Fujian, en la República de China, teniendo su hogar ancestral en Pingtan. Tras graduarse en la Universidad de Xiamen en julio de 1946 fue contratado por la universidad como profesor ayudante.
En septiembre de 1947, se incorporó al Instituto de Física de la Academia Nacional de Pekín como asistente de investigación. En 1950, se trasladó al Instituto de Geofísica de la Academia China de las Ciencias como profesor ayudante. En 1978 se unió como catedrático de investigación al Instituto de Geofísica de la Academia China de Sismología, donde trabajó hasta su retiro en 2018. Fue elegido académico de la Academia China de las Ciencias en 1980.
Zeng falleció en Pekín el 22 de octubre de 2019, a la edad de 95 años.

## Contribuciones
En las décadas de 1950 y 1960, Zeng asistió a Fu Chengyi con la creación de los programas de geofísica en la Universidad de Geociencias de China en Pekín, la Universidad de Pekín y la Universidad de Ciencia y Tecnología de China. Su primer estudiante doctoral, Chen Yuntai, también se convirtió en académico de la Academia China de las Ciencias.
Zeng realizó un experimento con ondas sísmicas de baja frecuencia en la cuenca de Qaidam en 1958. Este proyecto recibiría el Premio del Congreso Nacional de Ciencias de 1978. Examinó la estructura de la corteza en numerosas partes de China e investigó las fuentes de las ondas sísmicas. Estudió la geodinámica de las cuencas extensionales en el norte de China y su conexión con el terremoto de Tangshan de 1976.
En la década de 1990, Zeng organizó el primer proyecto conjunto sinoestadounidense para investigar la corteza y el manto superior de la meseta tibetana y el proceso de colisión de la placa índica con la placa euroasiática. Recibió el Premio Estatal al Progreso en Ciencia y Tecnología (de tercera clase) en 1997.
Zeng publicó el libro Introducción a la Geofísica de Tierra Sólida (en chino: 固体地球物理学导论) en 1984, siendo este el primer libro en estudiar sistemáticamente dicha materia en China. Siendo una obra monumental con más de 660 000 caracteres chinos, ha sido empleada ampliamente tanto en investigación como en docencia. Zeng es generalmente considerado uno de los fundadores de la geofísica de tierra sólida en China.